# Huis Welgelegen (Utrecht)
Huis Welgelegen was een klein buitenhuis aan de Wittevrouwensingel 2 in de Nederlandse stad Utrecht.
Het huis werd omstreeks 1850 aan de singel gebouwd en was in de beginperiode voorzien van een bouwlaag, een dak van stro en in de voorgevel een uitgebouwde tuinkamer. Tussen het huis en singel bevond zich een bij het huis behorende tuin met een ronde vijver. Uiterlijk in 1880 is het huis verbouwd waarbij het onder meer een pannengedekt dak kreeg en op de tuinkamer een uitzichtkoepel werd aangebracht met een balustrade.
Welgelegen lag bij de nieuwbouw nog in een landelijke omgeving maar in de loop der decennia werden rond het huis de gemeentelijke gasfabriek en de Vaalt en aan de overkant van de singel de gevangenis Wolvenplein gebouwd.
In 1894 kocht de ondernemer J.S. Hooghiemstra Welgelegen inclusief grond aan de Biltsche Grift. Hij bouwde naast Welgelegen de N.V. Utrechtse Fouragehandel en Voederkoekenfabriek v/h J.S. Hooghiemstra. Het huis kreeg in 1913 een bestemming als paardenstal voor zijn bedrijf. In of na 1981 is Welgelegen gesloopt.
De Utrechtse kunstenaar Anthony Grolman wijdde twee werken aan dit voormalige buitenhuis. Onder anderen J.A. Moesman fotografeerde het huis.